# 夏季奧林匹克運動會衝浪比賽
衝浪在2020年東京奧運會上首次亮相，由國際衝浪協會（ISA）管理。

## 爭取納入
在2015年，國際衝浪協會提出將衝浪列入夏季奧運會的提議。隨後於2015年9月，衝浪與棒球、壘球、空手道、運動攀登和滑板一同被考慮納入2020年夏季奧運會，最後於2016年8月3日，所有五項運動（將棒球和壘球視為一項運動）獲批准納入2020年夏季奧運會正式比賽項目。

## 比賽項目
| 項目     | 20 | 24 | 總數 |
| -------- | -- | -- | ---- |
| 男子短板 | X  | X  | 2    |
| 女子短板 | X  | X  | 2    |
|          |    |    |      |
| 總數     | 2  | 2  |      |

## 獎牌得主

### 男子短板
| 届数       | 金牌                        | 银牌                       | 铜牌                            |
| 2020年東京 | 伊塔洛·费雷拉 · 巴西（BRA） | 五十岚卡诺亚 · 日本（JPN） | 欧文·赖特 · （AUS）             |
| 2024年巴黎 | 考利·瓦斯特 · 法国（FRA）   | 杰克·鲁宾逊 · （AUS）      | 加布里埃尔·梅迪纳 · 巴西（BRA） |

### 女子短板
| 届数       | 金牌                        | 银牌                               | 铜牌                      |
| 2020年東京 | 卡丽莎·穆尔 · 美国（USA）   | 比安卡·比滕道格 · 南非（RSA）      | 都筑有梦路 · 日本（JPN）  |
| 2024年巴黎 | 卡罗琳·马克斯 · 美国（USA） | 塔蒂亚娜·韦斯顿-韦布 · 巴西（BRA） | 若阿娜·德费 · 法国（FRA） |

## 獎牌榜
以下獎牌榜是統計在歷屆奧運會衝浪比賽（2020年－2024年）獲得過獎牌的國家及地區。資料來源:

| 排名                     | 国家 / 地区              | 金牌 | 銀牌 | 銅牌 | 总计 |
| ------------------------ | ------------------------ | ---- | ---- | ---- | ---- |
| 1                        | 巴西（BRA）              | 1    | 0    | 0    | 1    |
| 1                        | 美国（USA）              | 1    | 0    | 0    | 1    |
| 3                        | 日本（JPN）              | 0    | 1    | 1    | 2    |
| 4                        | 南非（RSA）              | 0    | 1    | 0    | 1    |
| 5                        | （AUS）                  | 0    | 0    | 1    | 1    |
| 总计（共5个国家 / 地区） | 总计（共5个国家 / 地区） | 2    | 2    | 2    | 6    |